# سبيدي سميث
سبيدي سميث (بالإنجليزية: Speedy Smith)‏ مواليد 28 يناير 1993 في سانت بيترسبرغ، هو لاعب كرة سلة أمريكي. بدأ مسيرته الاحترافية في سنة 2015. يلعب مع لوس أنجلوس ديفيندرز في دوري الرابطة الوطنية لفئة التطوير كلاعب هجوم خلفي. يحمل الرقم 2. يبلغ طوله 6 قدم 3 بوصة (1.9 م). لعب مع في إي إف ريغا في دوري لاتفيا لكرة السلة.

## روابط خارجية
- سبيدي سميث على موقع كرة السلة الأوروبية.كوم (الإنجليزية)
- سبيدي سميث على موقع كلية كرة السلة في سبورتس رفرنس.كوم (الإنجليزية)
- سبيدي سميث على موقع ريلجم (الإنجليزية)
- سبيدي سميث على موقع بروبوليرز (الإنجليزية)
- سبيدي سميث على موقع سبورتس رفرنس (الإنجليزية)
- سبيدي سميث على موقع سبورتس رفرنس (الإنجليزية)